# ملكة القلوب
ملكة القلوب (Queen of Hearts) هي شخصية خيالية من كتاب مغامرات أليس في بلاد العجائب عام 1865، من تأليف لويس كارول. تصور الشخصية على أنها ملكه كريهة المزاج ويصفها كارول بـ «الغضب الأعمى»، لكونها متهورة وتسرع في إصدار الأحكام بالإعدام عند أدنى مخالفة. ومن أشهر العبارات المتكررة على لسانها "اقطع رأسه أو رأسها !" ، أيضا «إقطعوا رؤوسهم !»
يُشار إلى الملكة على أنها بطاقة من حزمة أوراق اللعب من قبل كتاب أليس، ومع ذلك فهي بطريقة ما قادرة على التحدث، وهي حاكمة الأراضي في القصة الخيالية، جنبًا إلى جنب مع زوجها، ملك القلوب الذي غالبًا ما يعفو عن الضحايا بهدوء.
غالبًا ما يتم الخلط بينها وبين الملكة الحمراء من التكملة لقصة أليس عام 1871، من رواية عبر المرآة، على الرغم من الاختلاف الاثنين تمامًا.
بعد محاولة فاشلة لتوضيح مغامرات أليس في بلاد العجائب من خلال الرسوم، تم إقناع لويس كارول بإشراك فنان محترف لتقديم الرسوم التوضيحية. والتفت إلى رسام الكاريكاتير جون تينيل، الذي كان معروفًا بإسهاماته المنتظمة في مجلة بانش الساخرة (نشرت 1841-1992، 1996-2002). كان مصدر إلهام تينيل لملكة القلوب صورة إليزابيث دي موبراي، دوقة نورفولك الموجودة في إحدى النوافذ الزجاجية الملونة في العصور الوسطى في كنيسة الثالوث المقدس في سوفولك.
كما يعتقد البعض أن ملكة القلوب هي رسم كاريكاتوري للملكة فيكتوريا، ويمكن التعرف عليها على الفور من خلال الآباء الذين يقرؤون القصة للأطفال، وأيضًا يكفي بأنها خيالية لجعلها غير قابلة للتمييز لوجودها في قصص الأطفال.

## نظرة عامة
تلاحظ أليس ثلاث أوراق لعب تطلي ورود بيضاء باللون الأحمر، يسقطون على الأرض ووجههم لأسفل عند اقتراب ملكة القلوب، التي لم تقابلها أليس أبدًا. عندما وصلت الملكة وسألت أليس من يرقد على الأرض (لأن ظهور جميع أوراق اللعب متشابهة)، أخبرتها أليس أنها لا تعرف. ثم تشعر الملكة بالإحباط وتأمر بقطع رأسها! ، لكن يردعها زوجها ويذكرها بأن أليس ليست سوى طفلة.
كما أخبرنا كارول: كان لدى الملكة طريقة واحدة فقط لتسوية وحل جميع الصعوبات، كبيرة كانت أم صغيرة. «اقطع رأسه !» قالت، حتى دون النظر حولها. واحدة من هوايات الملكة - إلى جانب إصدار أوامر بالإعدام - هي لعبة الكروكيت، حيث الكُرات هي القنافذ الحية والمطرقة طيور النحام، وتلاحظ أليس، أن الأمر مُعقداً بسبب حقيقة أنهم يواصلون النظر إلى اللاعبين، بالإضافة إلى ميل القنافذ إلى الإبتعاد دون الإنتظار إلى أن تُضرب. يعمل جنود الملكة بمثابة الأقواس (أو الأطواق) على أرض الكروكيت، ولكن يتعين عليهم التخلي عن الأقواس في كل مرة يسحب فيها جلاد الملكة ضحاياه بعيدًا، في نهاية القصة، تبقى الملكة والملك وأليس.
على الرغم من تكرار أحكام الإعدام، يبدو أن قلة من الناس قد قطعت رؤوسهم بالفعل. يعفو ملك القلوب بهدوء عن العديد من رعاياه عندما لا تنظر الملكة (على الرغم من أن هذا لم يكن هو الحال مع الدوقة)، كما يقوم جنودها بمُمازحتها لكنهم لا ينفذون أوامرها. يخبر الجريفون أليس، «كل هذا خيالها: إنها لا تُعدم أحداً، كما تعلم.» ومع ذلك، فإن جميع المخلوقات في بلاد العجائب تخشى الملكة. في الفصول الأخيرة، حكمت الملكة على أليس مرة أخرى (لدفاعها عن كنف القلوب)، وقدمت نهجًا غريبًا تجاه العدالة: الحكم قبل الحكم. عادة ما تسمح لها الصور الحديثة في الثقافة الشعبية بلعب دور الشرير بسبب التهديد الذي تمثله الشخصية، لكنها في الكتاب لا تملأ هذا الغرض. إنها مجرد واحدة من العديد من العقبات التي يجب أن تواجهها أليس في الرحلة، ولكن على عكس العقبات الأخرى، فإنها تشكل تهديدًا محتملاً أكبر.

## رسوم توضيحية
بعد محاولة فاشلة لتوضيح مغامرات أليس في بلاد العجائب بنفسه، تم إقناع لويس كارول بإشراك فنان محترف لتقديم الرسوم التوضيحية. التفت إلى رسام الكاريكاتير جون تينيل، الذي كان معروفًا بإسهاماته المنتظمة في مجلة بانش الساخرة (نُشرت في 1841-1992، 1996-2002).
كان مصدر إلهام تينيل لملكة القلوب صورة «إليزابيث دي موبراي، دوقة نورفولك» في إحدى النوافذ الزجاجية الملونة في العصور الوسطى في كنيسة الثالوث المقدس، سوفولك.
تم نقش الرسوم التوضيحية الخاصة بكتب أليس على كتل من الخشب ليتم طباعتها في عملية نحت على الخشب. الكتل الخشبية الأصلية موجودة الآن في مجموعة مكتبة بودلي في أكسفورد، إنجلترا. لا تُعرض عادة للجمهور، ولكن تم عرضها في عام 2003.

## الظهور والتجسيدات
تم تجسيد الشخصية في العديد من المناسبات والأفلام والرسوم المتحركة والمانجا والألعاب، مثل:
- في العديد من الإصدارات السينمائية والتلفزيونية من الرواية،[3] لعبت الملكة دور ماي روبسون، رونالد لونج، زازا غابور، إيف أردن، جين ميدوز، وفي فيلم أليس في بلاد العجائب لعام 1999، ميراندا ريتشاردسون.
- أليس في بلاد العجائب (فيلم 1951)
- كينغدوم هارتس: تشاين أوف مموريز
- أميريكان مكغي أليس
- أليس: عودة الجنون
- أليس في بلاد القلوب
- تعال بعيدا (فيلم) ؛ تم تصوير الملكة من قبل أنجلينا جولي على أنها نظير خيالي لوالدة أليس المدمنة على الكحول روز (التي لعبت دورها أيضًا جولي). يتم الاحتفاظ بهذا الإصدار من ملكة القلوب كشخصية منفصلة عن الملكة الحمراء، التي هي النظير الخيالي لأخت روز المتعثرة وغير الرشيدة إليانور.
- ظهرت الملكة لفترة وجيزة خلال حفل افتتاح دورة الألعاب الأولمبية الصيفية لعام 2012 في لندن في جزء مخصص لأشرار أدب الأطفال البريطاني.
- في رواية ماريسا ميير لعام 2016 بلا قلب ، قصة درامية لملكة القلوب، حيث كانت فتاة صغيرة تطمح لأن تكون خبازة، ولكن بدلاً من ذلك تنحرف عن مسارها بسبب الاقتراح المتوقع من ملك القلوب.[4]

## اقتباسات
- Jenkins، Simon (1999). England's Thousand Best Churches. London: Penguin. ISBN:978-0-14-103930-5.